# ブルース&ソウル・レコーズ
ブルース＆ソウル・レコーズ（Blues & Soul Records、略称:BSR）は、トゥーヴァージンズが編集・発行するブルース、ソウル、ゴスペルをカバーする音楽雑誌。同分野を扱う専門誌としては、日本国内で唯一の存在である。かつてはスペースシャワーネットワーク（旧ブルース・インターアクションズ）が発行していた。当初はブラック・ミュージック・リヴュー誌（略称:BMR）の増刊号として発売されていたが、後に雑誌コードを取得して独立創刊。

## 歴史
1994年6月、ブルース・インターアクションズによって季刊雑誌として創刊される。ブラック・ミュージック全般を対象にしていたBMR誌からブルースとオールド・ソウル、ゴスペルが独立する形での創刊だった。第8号（1996年3月31日発行）より隔月刊になり現在に至る。当初、BMR誌に残った吾妻光良のコラム「Blues Is My Business」も現在はBSRで連載中である。第21号（1998年6月1日発行）より、Pヴァイン・レーベル音源などが収録されたCD付き形式となっていたが、トゥーヴァージンズへの移行（第155号より）後は、CDの代わりに別冊の冊子を付録にした号、あるいは付録を付けない号も新たな形態として登場した。
2012年よりスペースシャワーネットワークから発行されるようになった。
2017年、米メンフィスに本部を構えるブルース・ファウンデーションがブルースの世界に多大な貢献をした団体、個人に与える「Keeping the Blues Alive Awards」（KBA）を受賞した。
2020年7月25日をもってスペースシャワーネットワークが自社による発売業務を終了したことに伴い、当雑誌の編集・発行・発売はトゥーヴァージンズへと変更された。
2024年に創刊30周年を迎え、トーク・イベントなどこれを記念するイベントが開催されている。